# Bestuurlijke indeling van België

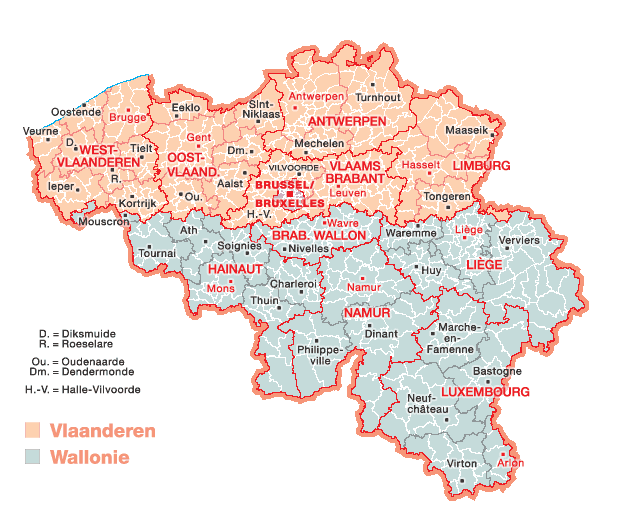
Bestuurlijke indeling van België in gewesten, provincies en arrondissementen

De bestuurlijke indeling van België bestaat uit vier bestuurslagen. 
Het hoogste niveau is de federale overheid. 
De federatie kent twee soorten entiteiten, die naast elkaar bestaan en met elkaar overlappen, namelijk: 
- de gewesten, die bevoegd zijn voor de zogenaamde plaatsgebonden aangelegenheden, te weten het Vlaams Gewest, Waals Gewest (Région Wallonne) en het Brussels Hoofdstedelijk Gewest
- de gemeenschappen, die bevoegd zijn voor zaken die direct te maken hebben met de inwoners, de zogenaamde persoonsgebonden aangelegenheden, te weten de Vlaamse Gemeenschap, de Franse Gemeenschap (Communauté française) en de Duitstalige Gemeenschap (Deutschsprachige Gemeinschaft)

De Vlaamse en Waalse gewesten zijn vervolgens onderverdeeld in: 
- provincies (provinces)
- gemeenten (communes)

Het Brussels Hoofdstedelijk Gewest is onderverdeeld in:
- gemeenten (communes)

Elk bestuursniveau heeft zijn eigen grondgebied en bevoegdheden, met een eigen wetgevende en uitvoerende macht, al zijn deze van het Vlaams Gewest en de Vlaamse Gemeenschap samengevoegd. 
De provincies en Brussel zijn verder onderverdeeld in 43 bestuurlijke  arrondissementen (arrondissements administratives) als administratieve indeling van de provincies. De arrondissementscommissaris is een ambtenaar; hij "bestuurt" niet, maar vertegenwoordigt de provinciegouverneur. 